# Усть-Лысьва
Усть-Лысьва — деревня в Карагайском муниципальном округе Пермского края России.

## История
До марта 2020 года входила в состав ныне упразднённого Карагайского сельского поселения Карагайского района.

## География
Деревня находится в западной части края, в пределах одного из северо-восточных отрогов Верхнекамской возвышенности, на левом берегу реки Обвы, на расстоянии приблизительно 7 километров (по прямой) к западу от села Карагай, райцентра.
Климат
Климат характеризуется как умеренно континентальный, с продолжительной многоснежной холодной зимой и коротким умеренно тёплым летом. Средняя многолетняя температура самого холодного месяца (января) составляет −15,7 °С (абсолютный минимум — −50 °С), температура самого тёплого (июля) — 17,6 °С (абсолютный максимум — 36 °С). Безморозный период длится в течение 100—130 дней. Среднегодовое количество осадков — 430—450 мм.

## Население
| 2010 |
| ---- |
| 5    |

Национальный состав
Согласно результатам переписи 2002 года, в национальной структуре населения русские составляли 100 % из 5 человек.

## История
В 2005 году деревня Усть-Лысьва была упразднена, но впоследствии возвращена в перечень населённых пунктов района.